# Галиште
Га́лиште (болг. Галище) — село в Смолянській області Болгарії. Входить до складу общини Мадан.

## Населення
За даними перепису населення 2011 року у селі проживали 192 особи.
Національний склад населення села:
| Національність   | Кількість осіб | Відсоток |
| ---------------- | -------------- | -------- |
| болгари          | 168            | 96,6%    |
| інша             | 4              | 2,3%     |
| Всього відповіли | 174            |          |

Розподіл населення за віком у 2011 році:
Динаміка населення: